# گروه پاسخ منطقی
گروه پاسخ عقلانی (به انگلیسی: Rational Response Squad) یا RRS یک گروه فعال بی‌خدا است که با چیزهایی که ادعای غیرمنطقی می‌داند مقابله می‌کند. مهمترین اعضای گروه، بنیانگذار آن برایان سپس است. گروه پاسخ عقلانی به همراه فیلمساز برایان فلمینگ، در دسامبر ۲۰۰۶ با چالش توهین به مقدسات خبرساز شدند.

## چالش توهین به مقدسات
چالش توهین به مقدسات در دسامبر ۲۰۰۶ به عنوان پروژه‌ای اینترنتی آغاز به کار کرد با این هدف که بی‌خدایان بیرون بیایند و بی‌خدایی خود را اعلام کنند. این چالش از بی‌خدایان می‌خواست که ویدئوهای خود را که در آن توهین به مقدسات وجود داشت به سایت یوتیوب بفرستند. ۱۰۰۱ نفر اولی که ویدئو فرستادند یک دی‌وی‌دی مستند از فلمینگ، خدایی که آنجا نبود هدیه گرفتند. همچنین افرادی چون پن ژیلت، نویسنده کریستوفر هیچنز و فیلسوف دنیل دنت در پروژه شرکت کردند. این ویدئو همچنین اولین ویدئوی شخصیت اینترنتی و کمدین، پت کاندل بود.